# Valdez (Esmeraldas)
Valdéz (freqüentemente também chamado Limones) é uma vila na província Esmeraldas  do Equador. É a sede do Eloy Alfaro (cantão).